# Heavy Is the Head
Heavy Is the Head è il secondo album in studio del rapper britannico Stormzy, pubblicato il 13 dicembre 2019 dalla Merky Records.

## Tracce
1. Big Michael – 2:26
2. Audacity (feat. Headie One) – 4:06
3. Crown – 3:33
4. Rainfall (feat. Tiana Major9) – 3:18
5. Rachael's Little Brother – 5:38
6. Handsome – 2:33
7. Do Better – 4:09
8. Don't Forget to Breathe (Interlude) (feat. Yebba) – 2:21
9. One Second (feat. H.E.R.) – 4:01
10. Pop Boy (feat. Aitch) – 2:33
11. Own It (feat. Ed Sheeran & Burna Boy) – 3:37
12. Wiley Flow – 3:27
13. Bronze – 2:25
14. Superheroes – 3:32
15. Lessons – 3:08
16. Vossi Bop – 3:16

## Classifiche

### Classifiche settimanali
| Classifica (2019-20)      | Posizione massima |
| ------------------------- | ----------------- |
| Australia                 | 11                |
| Belgio (Fiandre)          | 36                |
| Canada                    | 57                |
| Danimarca                 | 6                 |
| Germania                  | 84                |
| Irlanda                   | 3                 |
| Norvegia                  | 21                |
| Nuova Zelanda             | 20                |
| Paesi Bassi               | 10                |
| Regno Unito               | 1                 |
| Stati Uniti (heatseekers) | 16                |
| Svezia                    | 34                |
| Svizzera                  | 29                |

### Classifiche di fine anno
| Classifica (2019) | Posizione |
| ----------------- | --------- |
| Regno Unito       | 58        |
| Classifica (2020) | Posizione |
| Australia         | 70        |
| Belgio (Fiandre)  | 87        |
| Danimarca         | 22        |
| Irlanda           | 14        |
| Regno Unito       | 5         |